# Aimée Caroillon des Tillières
Pour les autres membres de la famille, voir Famille Caroillon.
Marie Louise Angélique Aimée Caroillon des Tillières, dite Aimée d'Osmond, plus connue sous le titre de comtesse d'Osmond, née en 1797 et morte le 2 août 1853, par son mariage comtesse (1817) puis marquise (1838) d'Osmond, est une salonnière française.

## Biographie
Aimée Caroillon des Tillières est la fille unique du riche entrepreneur Claude-Xavier Carvillon des Tillières et de son épouse, Françoise Aimée Magallon d'Amirail.
En 1812 au décès de son père, elle hérita de sa fortune et de son patrimoine foncier; elle vendit à Napoléon Ier le château du Raincy mais conserva le château de Pontchartrain.
Bien que dotée d'un physique disgracié, elle fut aussitôt convoitée par les meilleurs partis de France. À la satisfaction de son oncle, qui avait été nommé son tuteur et administrait ses biens, elle les éconduisit tous, même le duc de Rohan.
Elle finit par épouser, le 25 novembre 1817, le jeune comte d'Osmond (1788-1862), frère de la comtesse de Boigne.
Ils eurent deux enfants :
- Marie Charlotte Eustachine Jeanne (1827-1899), qui épousa Jacquelin de Maillé de La Tour-Landry (1815-1874), duc de Maillé ;
- Rainulphe Marie Eustache (1829-1891), qui épousa Marie Joséphine Tardieu de Maleyssie ; ils eurent un fils, Eustache Conrad d'Osmond (1855-1904) mort sans alliance ; c'est donc la descendance du duc de Maillé qui hérita la fortune de Carvillon des Tillières.

Dès le début des années 1820, la comtesse d'Osmond devient l'une des égérie du style Troubadour, et fait construire en son hôtel particulier, qu'on appela l'hôtel Destillières puis l'hôtel d'Osmond, deux pièces dans ce style. Construit par Alexandre-Théodore Brongniart, l'hôtel d'Osmond s'élevait sur l'actuel emplacement de l'Opéra Garnier. D'un style purement néoclassique, l'intérieur fit jaser Paris par son luxe. Le Petit Palais à Paris conserve du cabinet de la comtesse une paire de chaises, réalisées par l'ébéniste Jacob-Desmalter, qui représente à lui seul un exemple révélateur du style Troubadour dans le mobilier. Rapidement détruites, ces pièces, un salon et un cabinet, sont tout de même connues par deux aquarelles, d'Auguste Garneray et d'Hilaire Thierry. 
Sous la monarchie de Juillet, elle tint un salon très brillant. Avec la duchesse de Berry, elle contribua à lancer la vogue du style néo-gothique.

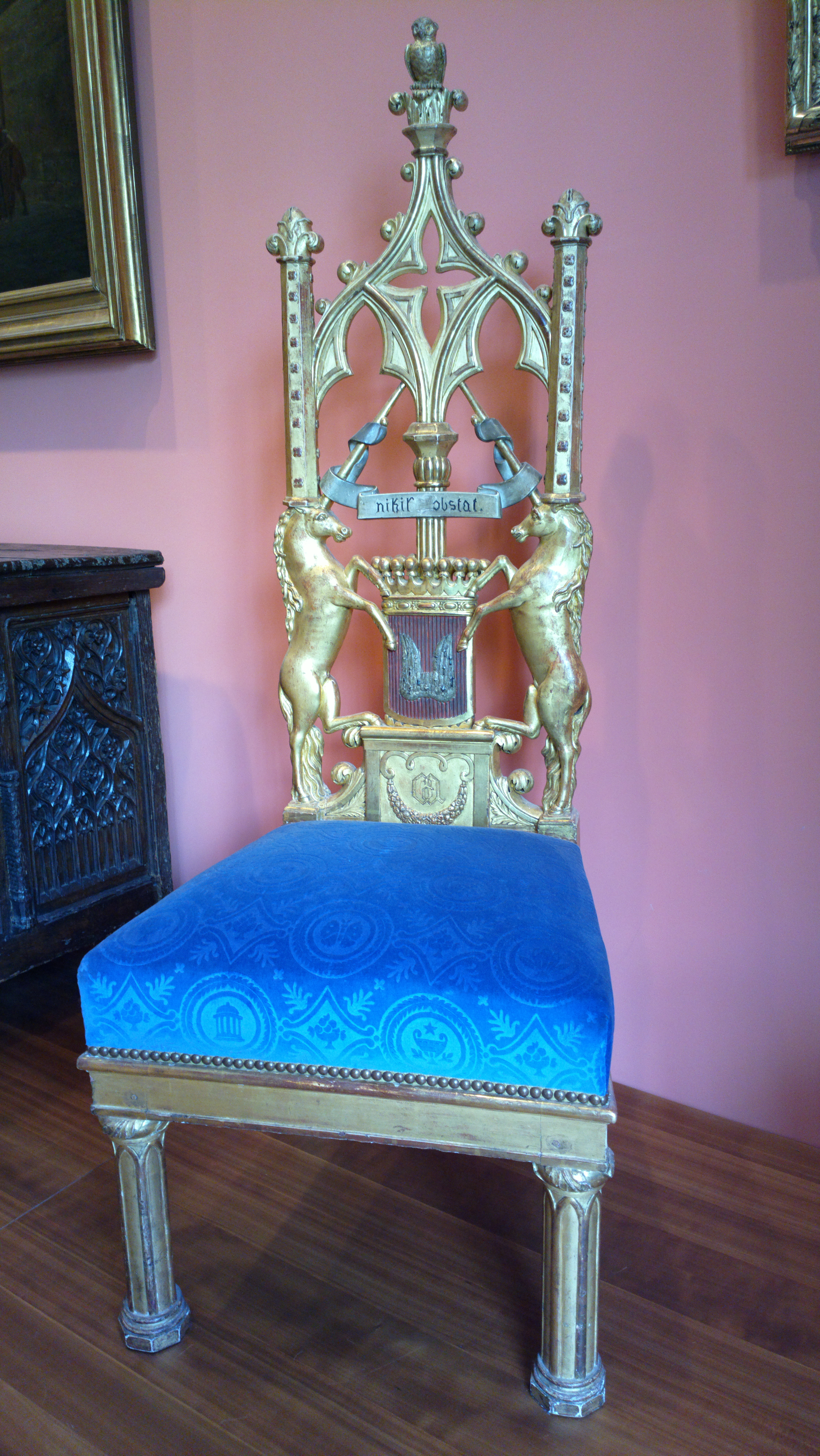
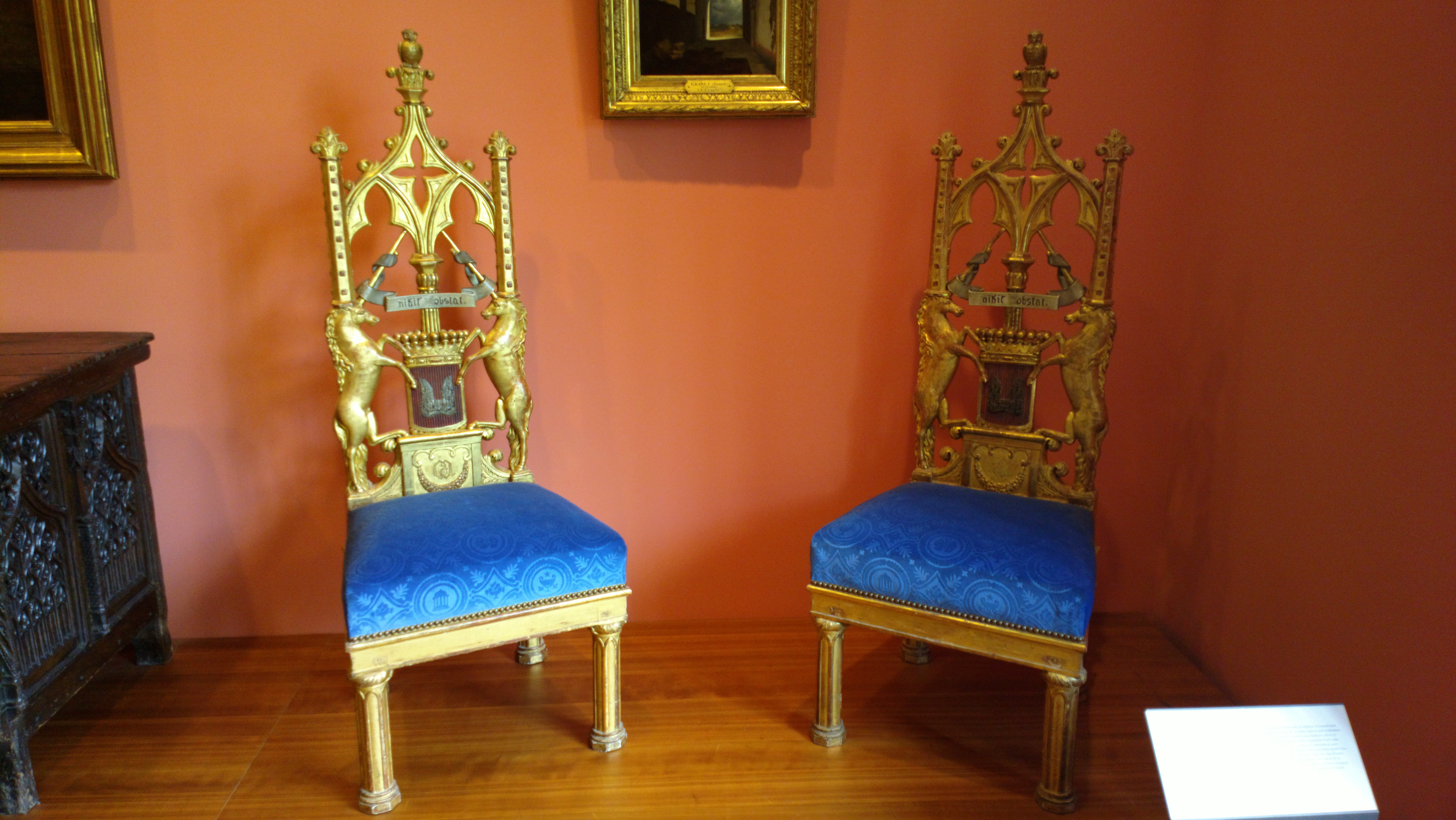
Jacob-Desmalter : Chaises du cabinet gothique (Petit Palais)
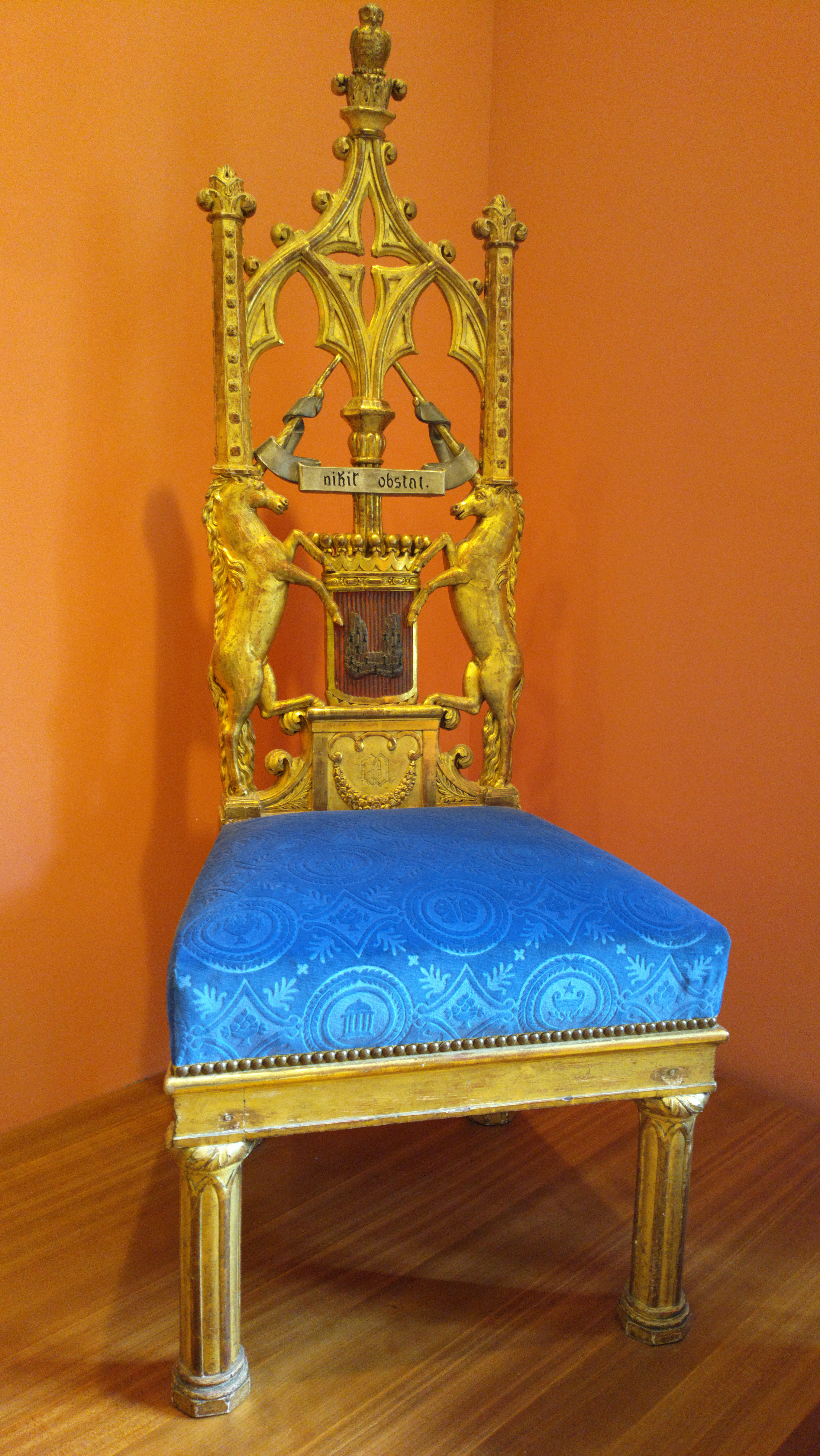